# Pontecchio Polesine
Pontecchio Polesine är en ort och kommun i provinsen Rovigo i regionen Veneto i Italien. Kommunen hade 2 215 invånare (2018).